# بيث برس
بيث برس (بالإنجليزية: Beth Behrs)(ولدت في 26 ديسمبر 1985)هي ممثلة أميركية.

## حياته
برس ولدت في لانكستر، بنسلفانيا، هي ابنة ديفيد برس رئيس كلية برس مورين.كما أن بيث لديها أخت صغرى.
انتقلت إلى لينشبرق في فرجينيا في عام 1989، حيث مكان نشأتها . وبدأت بآداء التمثيل في «ثييتر» في الرابعة من عمرها، و لعبت كرة القدم خلال نشأتها عندما كانت طالبة في ثانوية أي أس جلاس.
اجتمعت مع عائلتها في عام 2001 في كليفورنيا، وانتقلت إلى لوس انجلس في عام 2004 لدراسة التمثيل في مدرسة UCLA للمسرح والسينما والتلفيزيون، وقد تخرجت في عام 2008 بدرجة البكلوريوس في الدراسات النقدية.

## وصلات خارجية
- بيث برس على موقع IMDb (الإنجليزية)
- بيث برس على موقع روتن توميتوز (الإنجليزية)
- بيث برس على موقع ألو سيني (الفرنسية)
- بيث برس على موقع أول موفي (الإنجليزية)
- بيث برس على موقع إن إن دي بي (الإنجليزية)
- بيث برس على موقع قاعدة بيانات الفيلم (الإنجليزية)
- بيث برس على موقع كينوبويسك (الروسية)